# Natação no Campeonato Europeu de Esportes Aquáticos de 2022 - 200 m livre masculino
A prova dos 200 metros nado livre masculino da natação no Campeonato Europeu de Esportes Aquáticos de 2022 ocorreu nos dias 14 e 15 de agosto no Foro Italico, em Roma na Itália. 

## Calendário
| Fase          | Data         | Hora  |
| ------------- | ------------ | ----- |
| Eliminatórias | 14 de agosto | 09:00 |
| Semifinal     | 14 de agosto | 18:11 |
| Final         | 15 de agosto | 18:06 |

Todos os horários estão no horário local (UTC+1)

## Recordes
Antes desta competição, os recordes eram os seguintes:
|                       | Nadador         | Tempo   | Local     | Data                |
| --------------------- | --------------- | ------- | --------- | ------------------- |
| Recorde mundial       | Paul Biedermann | 1:42.00 | Roma      | 28 de julho de 2009 |
| Recorde europeu       | Paul Biedermann | 1:42.00 | Roma      | 28 de julho de 2009 |
| Recorde do campeonato | Martin Malyutin | 1:44.79 | Budapeste | 21 de maio de 2021  |

Os seguintes novos recordes foram estabelecidos durante esta competição. 
| Data         | Prova | Nadador        | Nacionalidade | Tempo   | Recordes              |
| ------------ | ----- | -------------- | ------------- | ------- | --------------------- |
| 15 de agosto | Final | David Popovici | Roménia       | 1:42.97 | Recorde do campeonato |

## Medalhistas
| Ouro                 | Prata                  | Bronze             |
| David Popovici (ROU) | Antonio Djakovic (SUI) | Felix Auböck (AUT) |

## Resultados

### Eliminatórias
Esses foram os resultados das eliminatórias.
| Pos. | Bateria | Raia | Nadador                | Nacionalidade | Tempo   | Notas |
| ---- | ------- | ---- | ---------------------- | ------------- | ------- | ----- |
| 1    | 4       | 5    | Kristóf Milák          | Hungria       | 1:46.26 | Q     |
| 2    | 6       | 4    | David Popovici         | Roménia       | 1:46.87 | Q     |
| 3    | 6       | 7    | Hadrien Salvan         | França        | 1:47.06 | Q     |
| 4    | 6       | 6    | Marco De Tullio        | Itália        | 1:47.07 | Q     |
| 5    | 5       | 5    | Lukas Märtens          | Alemanha      | 1:47.24 | Q     |
| 6    | 4       | 2    | Stefano Di Cola        | Itália        | 1:47.49 | Q     |
| 7    | 6       | 5    | Danas Rapšys           | Lituânia      | 1:47.71 | Q     |
| 8    | 6       | 3    | Antonio Djakovic       | Suíça         | 1:47.78 | Q     |
| 9    | 4       | 4    | Felix Auböck           | Áustria       | 1:47.97 | Q     |
| 10   | 4       | 3    | Nándor Németh          | Hungria       | 1:48.04 | Q     |
| 11   | 3       | 8    | Sašo Boškan            | Eslovênia     | 1:48.08 | Q,    |
| 12   | 6       | 2    | Richárd Márton         | Hungria       | 1:48.13 |       |
| 13   | 6       | 0    | Dimitrios Markos       | Grécia        | 1:48.18 | Q     |
| 13   | 5       | 8    | Poul Zellmann          | Alemanha      | 1:48.18 | Q     |
| 15   | 4       | 8    | Luc Kroon              | Países Baixos | 1:48.29 | Q     |
| 16   | 3       | 5    | Luis Domínguez         | Espanha       | 1:48.34 | Q     |
| 17   | 4       | 7    | Filippo Megli          | Itália        | 1:48.40 |       |
| 18   | 3       | 4    | Lucas Henveaux         | Bélgica       | 1:48.56 | Q     |
| 19   | 5       | 7    | Andreas Vazaios        | Grécia        | 1:48.71 |       |
| 20   | 5       | 0    | Wissam-Amazigh Yebba   | França        | 1:48.81 |       |
| 21   | 4       | 9    | Enzo Tesic             | França        | 1:48.89 |       |
| 22   | 5       | 2    | Denis Loktev           | Israel        | 1:48.93 |       |
| 23   | 5       | 1    | Roman Fuchs            | França        | 1:49.12 |       |
| 24   | 4       | 6    | Robin Hanson           | Suécia        | 1:49.20 |       |
| 25   | 3       | 1    | Petar Mitsin           | Bulgária      | 1:49.31 |       |
| 26   | 3       | 6    | Andreas Hansen         | Dinamarca     | 1:49.90 |       |
| 27   | 5       | 9    | Bar Soloveychik        | Israel        | 1:50.15 |       |
| 28   | 3       | 2    | Dániel Mészáros        | Hungria       | 1:50.60 |       |
| 29   | 2       | 2    | Pit Brandenburger      | Luxemburgo    | 1:50.62 |       |
| 30   | 2       | 7    | Eitan Ben Shitrit      | Israel        | 1:50.63 |       |
| 31   | 2       | 1    | Konstantinos Stamou    | Grécia        | 1:50.86 |       |
| 32   | 3       | 3    | Tomas Navikonis        | Lituânia      | 1:51.02 |       |
| 33   | 1       | 3    | Primož Šenica Pavletič | Eslovênia     | 1:51.06 |       |
| 34   | 2       | 9    | Marcus Holmquis        | Suécia        | 1:51.09 |       |
| 35   | 2       | 4    | Mikkel Gadgaard        | Dinamarca     | 1:51.12 |       |
| 36   | 3       | 0    | Finn McGeever          | Irlanda       | 1:51.32 |       |
| 37   | 1       | 5    | Vadym Naumenko         | Ucrânia       | 1:51.37 |       |
| 38   | 2       | 0    | František Jablčník     | Eslováquia    | 1:52.05 |       |
| 39   | 2       | 6    | Max Mannes             | Luxemburgo    | 1:52.34 |       |
| 40   | 2       | 5    | Tomas Sungaila         | Lituânia      | 1:52.37 |       |
| 41   | 1       | 4    | Luka Kukhalashvili     | Geórgia       | 1:53.69 |       |
| 42   | 2       | 8    | [Robert Powell         | Irlanda       | 1:54.25 |       |
| 43   | 3       | 9    | Jon Jøntvedt           | Noruega       | 1:55.62 |       |
| 44   | 1       | 7    | Zhulian Lavdaniti      | Albânia       | 1:56.24 |       |
| 45   | 1       | 2    | Ado Gargović           | Montenegro    | 1:57.28 |       |
| 46   | 1       | 6    | Dylan Cachia           | Malta         | 1:59.84 |       |
| 78   | 2       | 3    | Edward Mildred         | Reino Unido   | DNS     | DNS   |
| 78   | 3       | 7    | Sergio de Celis        | Espanha       | DNS     | DNS   |
| 78   | 4       | 0    | Jacob Whittle          | Reino Unido   | DNS     | DNS   |
| 78   | 4       | 1    | Lorenzo Galossi        | Itália        | DNS     | DNS   |
| 78   | 5       | 3    | Kregor Zirk            | Estónia       | DNS     | DNS   |
| 78   | 5       | 4    | Tom Dean               | Reino Unido   | DNS     | DNS   |
| 78   | 5       | 6    | Matt Richards          | Reino Unido   | DNS     | DNS   |
| 78   | 6       | 1    | Nils Liess             | Suíça         | DNS     | DNS   |
| 78   | 6       | 8    | Roman Mityukov         | Suíça         | DNS     | DNS   |
| 78   | 6       | 9    | Daniel Namir           | Israel        | DNS     | DNS   |

### Semifinal
Esses foram os resultados das semifinais. 
| Pos. | Bateria | Raia | Nadador          | Nacionalidade | Tempo   | Notas |
| ---- | ------- | ---- | ---------------- | ------------- | ------- | ----- |
| 1    | 1       | 4    | David Popovici   | Roménia       | 1:44.91 | Q     |
| 2    | 1       | 6    | Antonio Djakovic | Suíça         | 1:45.32 | Q,    |
| 3    | 1       | 5    | Marco De Tullio  | Itália        | 1:45.70 | Q     |
| 4    | 2       | 3    | Lukas Märtens    | Alemanha      | 1:46.29 | Q     |
| 5    | 1       | 3    | Stefano Di Cola  | Itália        | 1:46.41 | Q     |
| 6    | 2       | 2    | Felix Auböck     | Áustria       | 1:46.60 | Q     |
| 7    | 2       | 6    | Danas Rapšys     | Lituânia      | 1:46.77 | Q     |
| 8    | 1       | 7    | Dimitrios Markos | Grécia        | 1:47.12 | Q     |
| 9    | 1       | 2    | Nándor Németh    | Hungria       | 1:47.15 |       |
| 10   | 2       | 4    | Kristóf Milák    | Hungria       | 1:47.37 |       |
| 11   | 2       | 5    | Hadrien Salvan   | França        | 1:47.79 |       |
| 12   | 2       | 1    | Poul Zellmann    | Alemanha      | 1:48.17 |       |
| 13   | 2       | 7    | Sašo Boškan      | Eslovênia     | 1:48.49 |       |
| 14   | 1       | 1    | Luc Kroon        | Países Baixos | 1:48.64 |       |
| 15   | 1       | 8    | Lucas Henveaux   | Bélgica       | 1:48.96 |       |
| 16   | 2       | 8    | Luis Domínguez   | Espanha       | 1:49.48 |       |

### Final
Esse foi o resultado da final. 
| Pos.              | Raia | Nadador          | Nacionalidade | Tempo   | Notas |
| ----------------- | ---- | ---------------- | ------------- | ------- | ----- |
| Medalha de ouro   | 4    | David Popovici   | Roménia       | 1:42.97 | WJ,   |
| Medalha de prata  | 5    | Antonio Djakovic | Suíça         | 1:45.60 |       |
| Medalha de bronze | 7    | Felix Auböck     | Áustria       | 1:45.89 |       |
| 4                 | 3    | Marco De Tullio  | Itália        | 1:46.37 |       |
| 5                 | 1    | Danas Rapšys     | Lituânia      | 1:46.48 |       |
| 6                 | 2    | Stefano Di Cola  | Itália        | 1:46.74 |       |
| 7                 | 6    | Lukas Märtens    | Alemanha      | 1:46.80 |       |
| 8                 | 8    | Dimitrios Markos | Grécia        | 1:48.05 |       |

Legenda
| Recorde mundial       | Recorde mundial (World record)               |                       | Recorde africano                      | Recorde africano (African) |                                           | Q | Classificado por posição (Qualified) |
| Recorde do campeonato | Recorde do campeonato (Championship record)  | Recorde da América    | Recorde da América (Americas)         | q                          | Classificado por melhor tempo (Qualified) |   |                                      |
| Melhor marca do ano   | Melhor marca do ano (World leading)          | Recorde asiático      | Recorde asiático (Asian)              | DNS                        | Não largou (Did not start)                |   |                                      |
| Recorde nacional      | Recorde nacional (National record)           | Recorde europeu       | Recorde europeu (European)            | DNF                        | Não terminou (Did not finish)             |   |                                      |
| Recorde pessoal       | Recorde pessoal do atleta (Personal best)    | Recorde da Oceania    | Recorde da Oceania (Oceania)          | DSQ / DQ                   | Desclassificado (Disqualified)            |   |                                      |
| Recorde da temporada  | Recorde da temporada do atleta (Season best) | Recorde sul-americano | Recorde sul-americano (South America) | NM                         | Sem marca (No mark)                       |   |                                      |